# جنیفر ادل
جنیفر اُدِل (انگلیسی: Jennifer O'Dell؛ زادهٔ ۲۷ نوامبر ۱۹۷۴) یک هنرپیشه اهل ایالات متحده آمریکا است. وی از سال ۱۹۹۴ میلادی تاکنون مشغول فعالیت بوده‌است.

## گزیدهٔ آثار

### سینما
- هرگز دیگر (۲۰۰۷)
- مردی که برگشت (۲۰۰۸)

### تلویزیون
- استخوان‌ها (۲۰۱۲)
- آی کارلی (۲۰۰۸)
- ان‌سی‌آی‌اس (۲۰۰۸)
- دو مرد و نصفی (۲۰۰۷)
- سی‌اس‌آی: میامی (۲۰۰۵)
- افسون‌شده (۲۰۰۴)